# サーゴ (潜水艦)
サーゴ (USS Sargo, SS-188) は、アメリカ海軍の潜水艦。サーゴ級潜水艦の一隻。艦名はスペイン語でタイ科に属する魚の総称を指すサルゴに因んで命名された。なお、退役から12年後にスケート級原子力潜水艦3番艦として2代目サーゴ (SSN-583)が就役している。

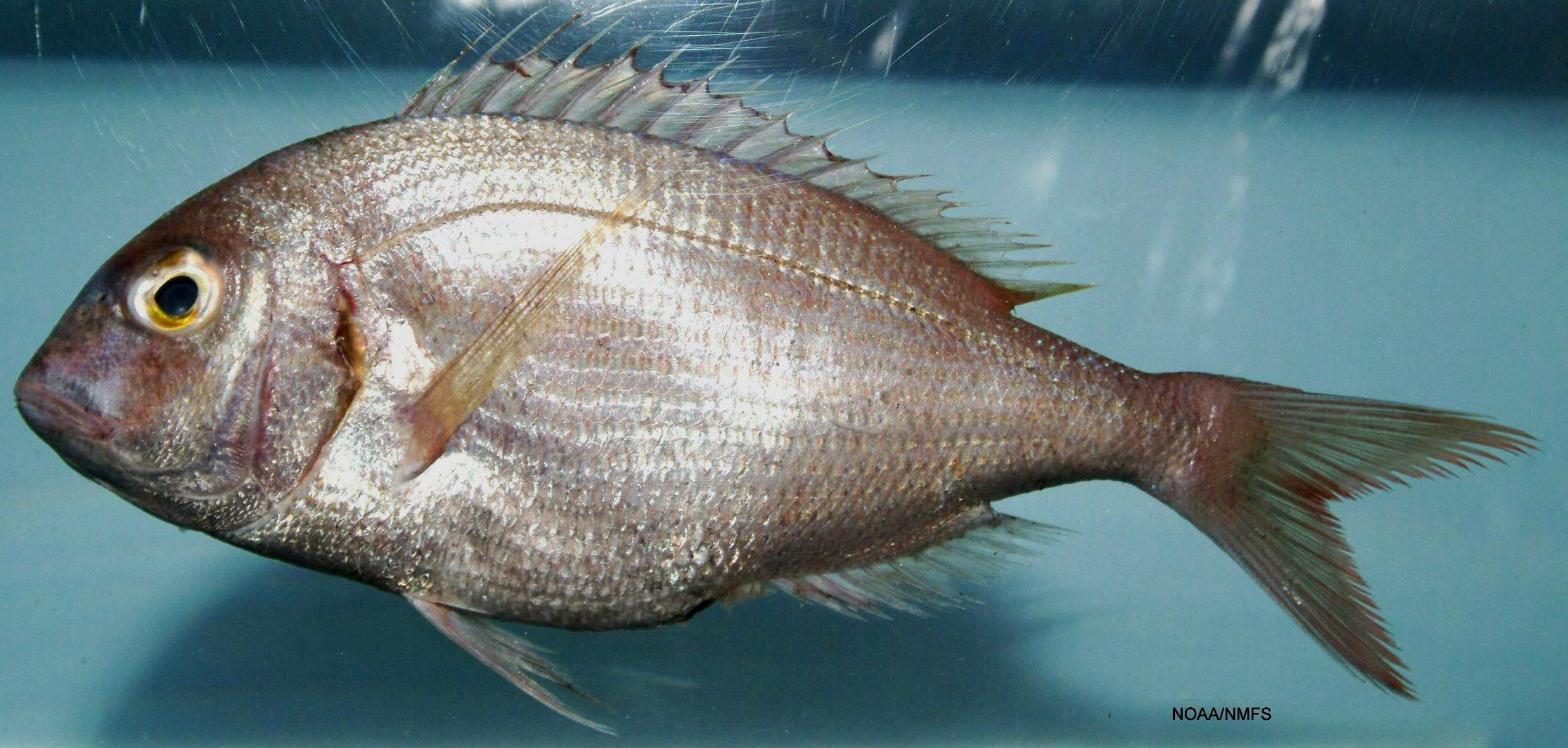
ヨーロッパマダイ（Sargo rojo）

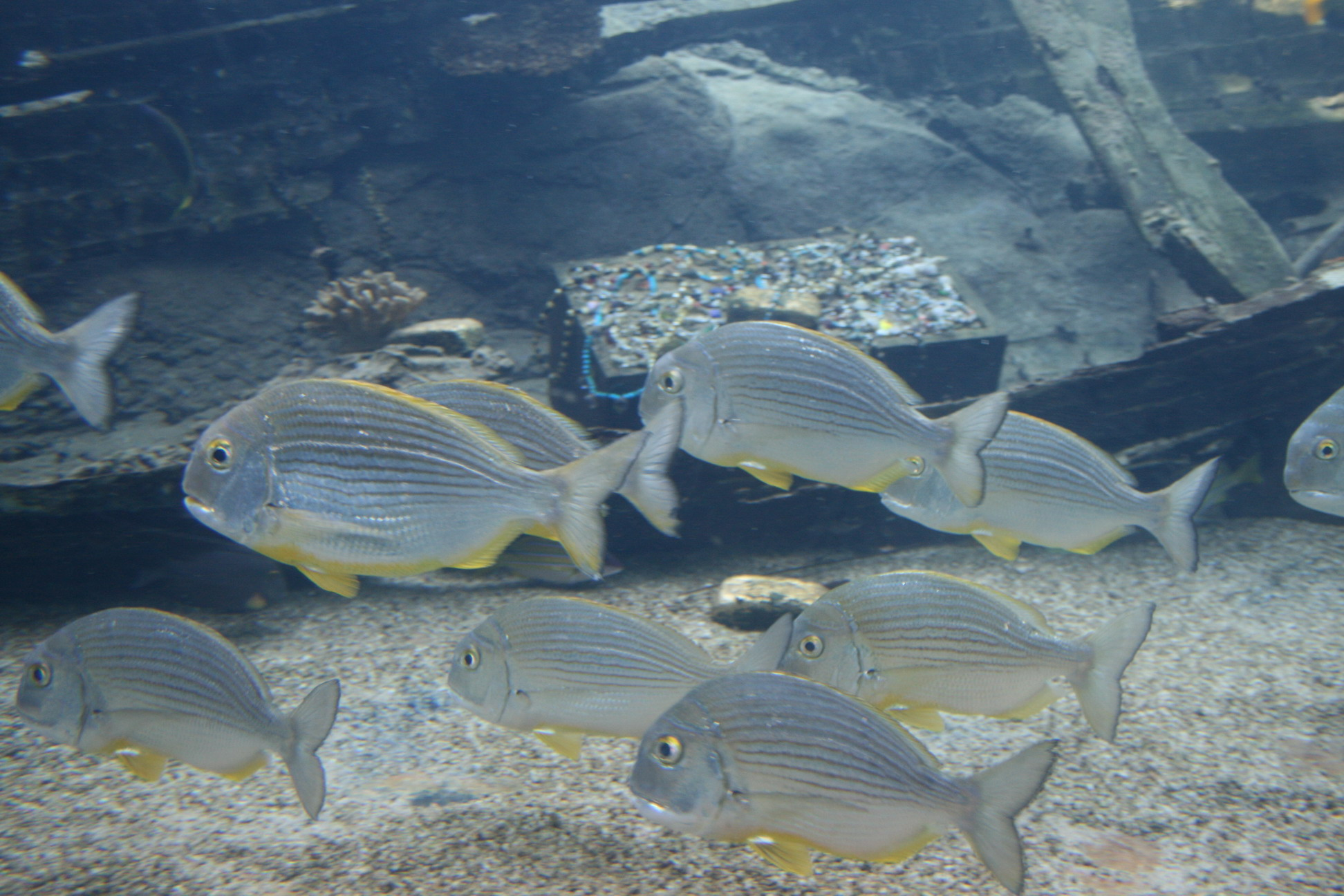
ヘダイ（Sargo dorado）

## 艦歴
サーゴは1937年5月12日にコネチカット州グロトンのエレクトリック・ボート社で起工した。1938年6月6日にチェスター・W・ニミッツ夫人によって命名、進水し、1939年2月7日に艦長E・E・ヨーマンズ少佐の指揮下就役する。
南アメリカの東部海岸沿いでの整調後、サーゴは1939年7月にニューハンプシャー州ポーツマスを出航し、太平洋艦隊での任務に向かった。パナマ運河を通過して、8月中旬にカリフォルニア州サンディエゴに到着した。続く2年間、サーゴは東部および中央太平洋での作戦活動に従事した。その中には1941年秋の40日に及ぶミッドウェー島およびマーシャル諸島での哨戒訓練も含まれた。サーゴは1941年10月23日に真珠湾を出航し、11月10日にマニラに到着。日本軍が12月7日に真珠湾攻撃を行った当時、サーゴは艦長ティレル・D・ジェイコブス少佐（アナポリス1927年組）の指揮下、マニラで活動中であった。

### 第1の哨戒 1941年12月 - 1942年1月
12月8日、サーゴは最初の哨戒で仏領インドシナ沿岸およびオランダ領東インド諸島方面に向かった。哨戒では敵貨物船に対して別個に8回の攻撃を行ったが、マーク14型魚雷の誤動作によりいずれの攻撃も成功しなかった。その概要は以下のとおりである。サーゴは重要情報に基づいてカムラン湾に向かうが、12月14日朝に3隻の愛宕型重巡洋艦を発見する。3隻の重巡洋艦は15ノットの速力で南に向けて航行していたが、サーゴは攻撃態勢に入れなかった。また、輸送船団を発見した時には懐に入りこんで、貨物船に向けて魚雷を1本発射したものの、発射後18秒で早期爆発を起こし、魚雷の性能に対し改めて疑念を抱かざるを得なかった。12月24日にも2隻の貨物船を発見し、個々の目標に対して距離900メートルから魚雷を1本ずつ発射。しかし、これも命中しなかった。サーゴは艦首、艦尾双方の発射管から合計8本もの魚雷を発射したものの、全て外れた。12月26日朝にも3隻の貨物船を発見するが、攻撃できなかった。翌12月27日夕刻、サーゴは2隻の貨物船に対して三度にわたって魚雷を2本発射するも、またもや獲物を取り逃がしてしまう。年明けた1942年1月4日、サーゴはタンカーを発見して魚雷を発射するも、この時も魚雷の不具合によって命中しなかった。一連の不始末に、サーゴから司令部に対してマーク14型魚雷に関するレポートを送信した。1942年1月20日、サーゴはマカッサル海峡の暗礁で座礁した S-36 (USS S-36, SS-141) の乗員救助を支援し、浮上した上で友軍機と水上艦艇への通信中継を行った。オランダの商船シブロート (SS Siberote) による乗員の救助後、サーゴはジャワ島に向かった。1月25日、サーゴは48日間の行動を終えてスラバヤに帰投した。

### 第2、第3、第4の哨戒 1942年2月 - 8月
2月5日、サーゴは2回目の哨戒でミンダナオ島近海に向かった。出航前、サーゴはスラバヤで残りの魚雷と3インチ砲弾225発を降ろし、フィリピンの連合軍部隊が必要とする30口径砲弾を搭載して出航した。2月14日にミンダナオ島ポロックに到着して50トンの弾薬や砲弾を届けた後、サーゴはクラーク基地から脱出してきた24名の航空機パイロットを乗せた。2月22日、サーゴは25日間の行動を終えてスラバヤに帰投。しかし、日本軍の進撃はいまだ止まず、刻一刻とジャワ島に迫っていた。2月25日、サーゴはジャワを脱出する31名の乗客を乗せてオーストラリアに向かった。3月4日、サーゴはフリーマントル沖で日本軍潜水艦と誤認され連合軍機による攻撃を受け、爆弾が近距離で爆発し小破した。3月5日、サーゴはフリーマントルに入港。艦長がリチャード・V・グレゴリー少佐（アナポリス1932年組）に代わった。当初、2月25日から3月5日の航海は3回目の哨戒として扱われていたが、最終的には哨戒としては扱われなかった。
3月16日、サーゴは3回目の哨戒でインドシナ半島方面に向かった。バラバク海峡を抜けてボルネオ島北岸海域に到着し、インドシナ半島沿岸部でシンガポールと台湾間航路を哨戒した。哨戒期間中、4月14日に8,000トン級武装商船と5,000トン級貨物船に対し、4月15日にはヴィシー政権側の商船に対してそれぞれ攻撃を敢行したが、どちらも戦果はなかった。5月7日、サーゴは52日間の行動を終えてフリーマントルに帰投した。
6月8日、サーゴは4回目の哨戒で南シナ海に向かった。マレー半島からタイランド湾を哨戒し、7月8日にマカッサル海峡で小型タンカー1隻に対する攻撃を行ったもののそれ以外の戦闘はなく、目立った戦果も挙げられなかった。8月2日、サーゴは56日間の行動を終えてフリーマントルに帰投した。

### 第5、第6の哨戒 1942年8月 - 8月
8月27日、サーゴは5回目の哨戒でセレベス海、南シナ海方面に向かった。9月8日未明には大型あるいは中型の船舶を護衛する2隻の駆逐艦を発見するが、駆逐艦に攻撃を封じられた。9月23日にも煙を目指して接近し、中型貨物船に対して魚雷を発射するも命中しなかった。翌9月24日は駆逐艦3隻のスクリュー音を探知し、やり過ごす。9月25日、サーゴはインドシナ半島パダラン岬沖南東海域で駆逐艦刈萱が護衛する第336船団を発見し、輸送船帝望丸（元デンマーク船ノルドボ/帝国船舶、4,472トン）を撃沈。サーゴは撃沈後浮上して砲撃と銃撃を行った。10月25日、サーゴは59日間の行動を終えてフリーマントルに帰投。艦長がエドワード・S・カルミック少佐（アナポリス1930年組）に代わった。この後、サーゴはブリスベンに回航され、11月9日に到着した。
11月29日、サーゴは6回目の哨戒でソロモン諸島方面に向かった。1942年の大晦日、サーゴはティングォン島とニューハノーバー島を結ぶ海域で、ジグザグ航行をしている7,500トン級タンカーに対して潜航したまま4本の魚雷を発射した。激しい爆発音を観測し、船の破壊される雑音も観測したものの、戦後の日本側の記録では船の撃沈は確認できなかった。1943年1月10日まで哨区にとどまった後、針路を東に向けた。1月13日には、九七式飛行艇の爆撃を受けたが、被害はなかった。1月21日、サーゴは53日間の行動を終えて真珠湾に帰投。メア・アイランド海軍造船所で3か月のオーバーホールを受けるためサンフランシスコ湾へ向かった。オーバーホール終了後、ハワイには5月10日に帰還した。

### 第7、第8、第9の哨戒 1943年5月 - 12月
5月27日、サーゴは7回目の哨戒でトラック諸島近海に向かった。トラックとグアムおよびサイパン島間の航路帯を哨戒。6月13日夜、サーゴはヤップ島近海でラバウルからパラオに向かうオ704船団を発見。サーゴは潜航したまま攻撃を行い、陸軍輸送船甲南丸（木原商船、5,226トン）を撃沈した。甲南丸撃沈後、サーゴは周囲を観測して艦艇がいないのを確認してから浮上する。朝になってオ704船団を再び発見し、昼ごろには2隻の輸送船に対して雷撃を行ったものの、護衛の駆潜艇が反撃に出て爆雷攻撃を行う。この反撃により前部の一番発射管が使用不能となった他、空気系統も損傷したが、修理して切り抜けた。6月17日にも4隻の輸送船と1隻の小型タンカーからなる輸送船団を発見するも、攻撃ポジションをとる事が出来なかった。7月9日、サーゴは43日間の行動を終えてミッドウェー島に帰投した。
8月1日、サーゴは8回目の哨戒でトラック近海およびマリアナ諸島方面に向かった。しかしながら、ウェーク島近海を航行中の8月6日に三番主電動機のケーブルがショートする事故が起きる。応急修理が行われるも、三番主電動機は出力を抑えたまま使用するほかなかった。この哨戒ではトラック北方、次いでサイパン島およびテニアン島近海で行動したが、目標との接触は多くあれど攻撃は8月29日に一度行われたのみで戦果はなかった。9月15日、サーゴは46日間の行動を終えて真珠湾に帰投。艦長がフィリップ・W・ガルネット少佐（アナポリス1933年組）に代わった。
10月15日、サーゴは9回目の哨戒で東シナ海に向かった。11月9日、サーゴは北緯21度40分 東経131度12分 / 北緯21.667度 東経131.200度の地点で、パラオから佐伯に向かっていたフ503船団を発見。陸軍輸送船多賀丸（日之出汽船、2,868トン）に対して魚雷を6本発射。1本が命中し航行不能に陥らせた。多賀丸は乗員等を護衛の駆逐艦皐月に移乗させた後放棄される。サーゴは浮上して多賀丸に対し3インチ砲弾65発を撃ち込んで、これを沈めた。11月11日には、北緯27度40分 東経130度24分 / 北緯27.667度 東経130.400度の地点で再びフ503船団に対して攻撃を行い、陸軍輸送船興西丸（朝鮮郵船、3,551トン）を撃沈。翌11月12日、サーゴは興西丸の生存者である将兵5名を救助した。その後はルソン海峡を経て琉球嶼近海で哨戒を継続する。12月9日、サーゴは55日間の行動を終えて真珠湾に帰投した。

### 第10、第11、第12の哨戒 1944年1月 - 12月
1944年1月26日、サーゴは10回目の哨戒でパラオ方面に向かった。2月17日夜、サーゴは北緯08度50分 東経135度40分 / 北緯8.833度 東経135.667度のコッソル水道北東海域でパラオに向かう第7205船団を発見し、特設給兵船日朗丸（日産汽船、6,534トン）を撃沈して給油艦佐多を撃破した。2月29日夜にはパラオ西水道沖で陸軍輸送船打出丸（大平汽船、5,286トン）に魚雷を命中させ、打出丸は翌日沈没した。3月12日、サーゴは46日間の行動を終えてミッドウェー島に帰投。修理のため真珠湾に回航された。
4月7日、サーゴは11回目の哨戒で日本近海に向かった。九州、四国、本州の南岸を哨戒。4月26日朝、サーゴは北緯33度31分 東経135度24分 / 北緯33.517度 東経135.400度の大阪湾の入り口、紀伊水道市江崎沖で海軍徴傭船和山丸（大東商船、4,851トン）に魚雷2本を命中させて撃沈した。護衛の駆逐艦旗風は陸岸近くを航行しており反撃に対応できず、追撃の航空機も強風に妨げられて攻撃しきれなかった。4月29日には北緯33度04分 東経136度17分 / 北緯33.067度 東経136.283度の地点で若竹型駆逐艦とも思しき艦艇に対して魚雷を2本発射したが、命中しなかった。5月9日未明にも北緯33度13分 東経140度34分 / 北緯33.217度 東経140.567度の八丈島近海で輸送船団を発見して輸送船に対して魚雷を4本発射するも、これも命中しなかった。5月26日、サーゴは49日間の行動を終えて真珠湾に帰投。その後本国西海岸に向けて出航、メア・アイランド海軍造船所で大規模オーバーホールが行われた。作業完了後、9月にハワイに戻った。
10月13日、サーゴは12回目の哨戒で小笠原諸島および琉球諸島方面に向かった。10月25日、サーゴは北緯29度53分 東経149度06分 / 北緯29.883度 東経149.100度の地点で、5インチ砲および機銃によって特設監視艇第十三南進丸（西大洋漁業、85トン）と交戦。11月10日夜には、北緯28度32分 東経131度09分 / 北緯28.533度 東経131.150度の地点でこの哨戒で唯一の雷撃が行われる。新型の対潜艦艇と思しき艦船に対して魚雷を4本発射するが、命中しなかった。12月7日、サーゴは53日間の行動を終えてマジュロに帰投。これがサーゴの最後の哨戒となった。

### 訓練艦・戦後
第一線任務から降りたサーゴは、潜水艦乗組員の訓練任務に割り当てられた。1945年1月13日にエニウェトク環礁に移動し、そこでは対潜水艦戦訓練の標的艦任務に従事した。戦争が終わると、サーゴはハワイを経由して帰国の途に就き、8月27日にメア・アイランドに到着した。サーゴは1946年6月19日に退役し、7月19日に除籍された。船体は1947年5月19日にカリフォルニア州のラーナー社にスクラップとして売却された。
サーゴは第二次世界大戦の戦功で8個の従軍星章を受章し、フィリピン共和国殊勲部隊章も受章した。